# چارلز رود
چارلز رود (انگلیسی: Charles Rought؛ ۱۶ اکتبر ۱۸۸۴ – ۳۱ ژانویهٔ ۱۹۱۹) ورزشکار روئینگ اهل پادشاهی متحد بریتانیای کبیر و ایرلند بود.
وی در مسابقات کشوری و بین‌المللی در مجموع برندهٔ ۱ مدال نقره شده‌است.